# Трьохбалтаєво
Трьохбалта́єво (рос. Трёхбалтаево, чув. Палтиел) — село у складі Шемуршинського району Чувашії, Росія. Адміністративний центр Трьохбалтаєвського сільського поселення.
Населення — 1376 осіб (2010; 1592 у 2002).
Національний склад:
- татари — 66 %
- чуваші — 31 %